# 舍尔歇
舍尔歇（法語：Schœlcher，法語發音：[ʃœlʃɛʁ]），又称舍尔谢，是法国海外省马提尼克的一个市镇，属于法兰西堡区。

## 地名
该市镇原名“卡斯纳维尔”（Case-Navire），1889年更名为“舍尔歇”以纪念法国废奴主义者、作家、政治家和记者维克托·舍尔歇。

## 地理
舍尔歇（14°36'58"N, 61°6'5"W）面积21.17 平方千米，位于法国海外省马提尼克。
与舍尔歇接壤的市镇（或旧市镇、城区）包括：卡斯皮洛特、丰圣但尼、法兰西堡、勒莫讷韦尔。
舍尔歇的时区为UTC−04:00（大西洋时区）。

## 行政
舍尔歇的邮政编码为97233，INSEE市镇编码为97229。

## 政治
舍尔歇的现任市长为吕克-路易松·克莱芒泰（Luc-Louison Clémenté）先生，任期为2020-2026年。

## 友好城市
- 伊夫林省 乌耶

## 人口
舍尔歇于2022年1月1日时的人口数量为19342人。